# 1249
| 1249               |
| ------------------ |
| Dødsfald - Fødsler |
|                    |

| Gregoriansk kalender | 1249 MCCXLIX            |
| Ab urbe condita      | 2002                    |
| Armensk kalender     | 698 ԹՎ ՈՂԸ              |
| Kinesiske kalender   | 3945 – 3946 戊申 – 己酉 |
| Etiopisk kalender    | 1241 – 1242             |
| Jødisk kalender      | 5009 – 5010             |
| Hindukalendere       |                         |
| - Vikram Samvat      | 1304 – 1305             |
| - Shaka Samvat       | 1171 – 1172             |
| - Kali Yuga          | 4350 – 4351             |
| Iransk kalender      | 627 – 628               |
| Islamisk kalender    | 647 – 648               |

Konge i Danmark: Erik Plovpenning, med 1232 og ene 1241-1250
Se også 1249 (tal)

## Begivenheder
- Erik 4. Plovpenning indfører den forhadte plovskat, der har givet ham tilnavnet.

## Født
- Erik Klipping, dansk konge (årstal usikkert) (død 1286).